# 晶晶
《晶晶》是中國電視公司（中視）第一部連續劇暨台灣電視史上第一部連續劇，製作人是中視首任節目部經理翁炳榮，策劃是文奎，劇本由蔣子安、王中平等多位編劇共同執筆。

## 概要
今是有限公司前董事長顧英德（1936年－1983年2月15日）任職中視業務部期間，提供《晶晶》的企劃案給中視節目部。當時台灣的電視節目，由於錄影技術還未開發，大部分以播放外國影集為主；戲劇節目僅以現場直播方式播出單元劇，沒有連續性的內容。顧英德認為，台灣的電視節目應該要有每天連續性的內容。當時中視節目中，除影片及少數節目（例如《晶晶》、《每日一星》）以2吋攝影機錄影外，大部分節目都是現場直播。在當時電視節目製作環境、條件、器材缺乏的情形下，製作連續劇是非常困難的；但是《晶晶》不僅克服了這些困難，也造成一時的轟動。
《晶晶》主要演員有李慧慧、劉引商，其他演員有當時的中視基本演員周仲廉（1926年－2004年9月3日）、鐵孟秋等。李慧慧本名李慧端，原本是電影演員，經過中視長達三個月的甄選與試鏡，在五百餘位應徵者中脫穎而出的。劉引商是國立藝專戲劇科第一屆的學生，在中視開台時成立的專屬舞台劇團演出，也得以參演《晶晶》。
《晶晶》內容描述在國共內戰、台灣海峽兩岸隔離的動盪局勢下，晶晶（李慧慧飾）及其母親林鳳儀（劉引商飾）先後逃出中國大陸，互相尋找，歷經千辛萬苦，母女幾度交會卻又錯過，最後重逢。主題曲是文奎作詞、古月（左宏元）作曲、鄧麗君演唱的晶晶。
《晶晶》於1969年10月11日播出第一集，每週一至六19:50至20:10以黑白畫面播出（1970年1月5日提前至19:45播出），至1970年2月28日止共102集。《晶晶》最初每週播出六天，每天播出15分鐘；由於播出後轟動全國，因此延長為20分鐘，再延長為30分鐘。
《晶晶》的劇本是由多位編劇合力完成，其中一位編劇王中平負責的是最重要的第一集劇本。《晶晶》播出將近尾聲時，因與台灣電視公司合約期滿而離職的台視節目部編審姜龍昭立即被中視聘為專任製作人；姜龍昭接編了《晶晶》最後幾集的壓軸戲，並且策畫、籌備他在中視的第一部連續劇《情旅》。
為了與《晶晶》競爭，台視推出一個類似的電視劇節目，但不以已被《晶晶》搶先使用的「連續劇」三字命名，而是以「電視小說」四字命名為《台視國語電視小說》。《台視國語電視小說》演戲的同時有旁白，類似廣播劇，但是有畫面可看。

## 劇情概述
苦難的中國人民受不了暴力的迫害，紛紛在黑夜中逃向廣州，衝破鐵絲網，不惜犧牲生命以投奔自由。中國人民解放軍的機關槍無情掃射逃亡中的人民，一些人民中彈而死，一些人民被解放軍抓回去，逃亡的人民依然是一批又一批地湧上來。
在逃亡中的人民中，有一位少婦林鳳儀。她右手扶著身懷重病的丈夫梁彥明，左手抱著一個一歲多的嬰兒晶晶，在鄰居王濤與李長清引導下跟著逃亡。王濤剪斷鐵絲網並先爬過去，其他人也跟著爬過去。林鳳儀把懷中的晶晶交給王濤，然後也爬了過去。林鳳儀伸出雙手拉著梁彥明爬過鐵絲網，被解放軍探照燈照到。解放軍開槍掃射，梁彥明中彈翻落水溝裡。林鳳儀爬回來看到的是，梁彥明在一陣抽搐後死亡。梁彥明死前告訴林鳳儀，要妥善撫養他們唯一的骨肉——晶晶。王濤與李長清想爬回去拉林鳳儀，卻因不敵解放軍開槍掃射而作罷。王濤抱著晶晶投奔自由，林鳳儀則被解放軍抓回去。

王濤與晶晶在英屬香港街頭流浪，遇到李長清。兩個男人一邊撫養晶晶，一邊求職。工作實在太難找，奶粉錢與尿布錢壓得他們喘不過氣，他們決定把晶晶送給一個富裕人家收養。他們在街頭找尋收養的對象，看到一部雪亮的轎車，遂寫了一張紙條塞在晶晶身上，把晶晶放進轎車。轎車內的高太太開啟車門，帶著五歲的小少爺高道生下車，突然聽見車內傳來嬰兒哭聲。高太太找到了晶晶，把晶晶抱出來。高太太的丈夫高炳年是香港名醫，他坐在高家客廳，看到老婆抱回晶晶，問不出這嬰兒是哪來的。高炳年發現晶晶身上綁了一張紙條，解開紙條後發現紙條上寫著：
此女小名叫晶晶，生離死別沒娘親；
幼人子女發慈悲，祈盼當作親生女。
高太太自從生了獨子高道生之後就不能再懷孕，很想收養晶晶。高炳年雖猶豫是否收養晶晶，卻也無力反對收養。於是高家夫婦收養晶晶。林鳳儀逃出鐵絲網，也來到香港，在一所私立托兒所找到工作，決心走遍香港，憑著晶晶腳上的一顆紅痣尋找晶晶，那痣就是晶晶的胎記。
十五年後，晶晶十六歲，得到高家的妥善照顧。由於高家夫婦的要求，高道生不敢告訴晶晶，她不是高家夫婦的親生女兒。暗戀晶晶卻不能向她告白的高道生，抑鬱已久，終於在自己酒醉時說出她不是他的親妹妹。晶晶大受震撼，但她堅定意志，一定要找到親生母親。
林鳳儀在托兒所遇到王濤，得知晶晶已不知被哪一戶善心人家收養。王濤說，他曾在海灘遇到一位腳上有一顆紅痣的女孩；林鳳儀說，那痣就是晶晶的胎記。王濤隨即決定，一定要找到晶晶。晶晶輾轉得知林鳳儀正在尋找一位腳上有一顆紅痣的女孩，好不容易找到了林鳳儀待過的托兒所，卻得知林鳳儀已辭職不知下落。
林鳳儀提著一個舊皮箱走在街上，迎面走來年輕的一男一女：女的是許惠美，她是丁建中（晶晶的朋友）的鄰居，兩個月前離家出走；男的謊稱是她的哥哥。許惠美向林鳳儀搭訕，林鳳儀轉身欲走，卻發現皮箱不見了。許惠美向林鳳儀道歉，說願意救助她。於是林鳳儀被兩人帶走。丁建中陪著晶晶尋母，意外遇到許惠美，許惠美卻說不認識他。冒充許惠美哥哥的男子拉著許惠美與林鳳儀而去。丁建中拉著晶晶追他們，但他們已搭乘計程車而去。丁建中與晶晶追到托兒所門口，勸說與賄賂警衛讓他們進去。他們進去後，沒看見林鳳儀，只見許惠美啜泣。原來，林鳳儀發現冒充許惠美哥哥的男子是個騙子之後，勸許惠美回家，自己則默默離去。不久，派出所派人逮捕冒充許惠美哥哥的男子，又以共犯嫌疑逮捕許惠美。晶晶與林鳳儀依然沒能重逢，但是有失望就有希望，她們總有團圓的一天。

## 演員

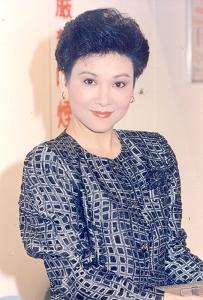
李慧慧

- 李慧慧飾演晶晶
- 劉引商飾演林鳳儀
- 魏少朋飾演丁建中
- 蔡慧華飾演丁梅芬
- 孟元飾演高炳年
- 李莉飾演高母
- 岱明飾演晶晶男友
- 許亮飾演王濤
- 閔剛夫飾演李長清
- 王翔飾演胡江海
- 張小蘭飾演周蓮香
- 張舒雯飾演胡太太
- 劉榮文飾演小寶
- 李景光飾演胡母
- 苑守禮飾演小馬
- 謝曼莉飾演陳美華
- 鄧玨人飾演陳啟華
- 陳政佈飾演施成章
- 周仲廉飾演秦董事長
- 閔敏飾演李管家
- 邊威飾演秦茜孝
- 鐵孟秋飾演角色不明
- 葉雯飾演林鳳儀的乾女兒
- 珊珊（本名楊美娥）飾演婷婷[5]

## 工作人員
- 製作人：翁炳榮
- 策劃：文奎
- 導播：秉中、陳蒼嶺
- 攝影：平振華
- 美術設計：梁敏天
- 執行製作：許文全[6]

## 各集標題（部分）
由於《中國電視週刊》並無逐期記載《晶晶》各集標題，茲僅列舉《中國電視週刊》有記載者。
- 第43集：迷失
- 第44集：永不分離
- 第45集：項鍊
- 第46集：尋找
- 第47集：突變
- 第48集：歸來
- 第49集：老人與我
- 第50集：新職
- 第51集：得寵
- 第52集：闖禍
- 第53集：黑鍋
- 第54集：捐款

## 軼事

### 不守時者的罰則
依據《中國電視週刊》第九期（1969年12月21日出版）第65頁的記載，《晶晶》排戲時，不守時者將被罰必須帶禮物來分送各演員，以示歉意。

### 主題曲版權爭議
1969年8月，宇宙唱片（Yeu Jow Record）向古月購得晶晶一曲版權，收錄於宇宙唱片1969年12月再版的黑膠唱片《鄧麗君之歌第四集：晶晶》（33⅓轉，唱片編號AWK-010）的A面第一首。1969年11月初，海山唱片也向古月購得晶晶一曲版權，宇宙唱片正式向法院提告。
1969年12月2日下午，鄧麗君透過台北市歌星聯誼會發表有關晶晶版權問題的兩點聲明。她說，她本來不願對晶晶版權問題表示什麼，可是當她看到1969年12月1日的報紙上刊出海山唱片的聲明稿之後，她覺得自己不能再沉默，因為中視再三向她保證《晶晶》原聲帶版權絕對沒有售予海山唱片。台北市歌星聯誼會代發的鄧麗君兩點聲明如下：
鄧麗君說：她自開始灌錄唱片迄今，從未與任何唱片公司有契約行為，且有市面唱片與萬千聽眾為憑，絕無為謀利另與其它公司灌唱片的情事；因此她所灌唱片的出版權始終為宇宙所有，個人絕無轉讓情事。且「晶晶」歌曲作者於八月初來與她洽談錄唱條件時即向其聲明，必須取得宇宙唱片廠負責人之同意，並對將來如出版唱片時亦須由宇宙唱片公司出版，經雙方協議簽約始允為錄音。
鄧麗君說：她為中視擔任表演合約僅限於在電視上播演，中視當局自不屑以剝削歌星權益之手段將她之錄音聲帶轉售。今海山公司宣稱「已取得中視之版權」，實為怪事。如電視公司任將歌星在電視節目中之演唱錄音隨時可以售與唱片業取利，則她兩年合約期間所錄唱之歌曲何止數十首，均為電視公司之副產品唱片充斥市面，合約期滿她將何以為生？今此項問題已公開訴之於法，除一面聘請律師依法保障本人權益外，謹祈我歌唱界注意此一事件對我等以唱歌為業之同仁等利害相關，惠予同情並予道義支持；以免我歌唱界同仁之權益盡為電視錄音剝奪，今後全國將無歌星掙飯之餘地。

### 主題曲的地位
1971年2月16日，廣播電視大廈落成啟用，中視與中國廣播公司（中廣）聯合委託海山唱片發行紀念黑膠唱片《廣播電視大廈落成紀念》作為紀念贈品，鄧麗君主唱的晶晶被收錄於第一面第一首。
1979年10月31日，中視發行開播十週年紀念黑膠唱片《中視十年紀念》，林家慶編曲、李靜美主唱的晶晶被收錄於第一面第二首，僅位於中視開播曲美好的今天（被收錄於第一面第一首）之下。《中視十年紀念》錄製時鄧麗君已離開中視，所以改為李靜美主唱晶晶。當時鄧麗君已是台視簽約歌星，礙於老三台之間「三台默契」，鄧麗君不能重返中視唱〈晶晶〉。
1989年10月2日，中視20週年台慶紀念八點檔連續劇《鋤頭博士》開播，主題曲是方文琳主唱的〈給你我最深的愛〉，但比收錄於方文琳唱片專輯《永遠的菲妮克絲》的版本多了前兩句歌詞：「晶晶、晶晶、亮晶晶，像天邊的一顆明星。」這兩句歌詞改編自《晶晶》主題曲的前兩句歌詞：「晶晶、晶晶、孤伶伶，像天邊的一顆寒星。」

### 改編電影版
1970年1月13日，《聯合報》報導，國語電影圈為了爭拍《晶晶》電影版而鬧出雙胞案，局勢尚未澄清，不料眼明手快的台語電影圈早已默默地開拍《晶晶》台語電影版：《晶晶》台語電影版由京華公司攝製，劉國雄導演，陽明、丁香、張武仁、高敏玲、陳財興等合演。

### 李慧慧、劉引商回中視
2009年10月31日20:00～22:00，中視播映40週年台慶特別節目《展旺巔峰 再現風華 中視40台慶晚會》，介紹的第二個中視經典節目就是《晶晶》，李慧慧、劉引商親自出席並同時上台接受主持人張菲訪問。